# Lista över mest sålda spelkonsoler
Detta är en lista över de mest sålda spelkonsolerna genom tiderna.
| Utgivare  | Spelkonsol                          | Lanseringsår  | Sålda enheter   |
| --------- | ----------------------------------- | ------------- | --------------- |
| Sony      | Playstation 2                       | 2000          | 160 miljoner    |
| Nintendo  | Nintendo DS                         | 2004          | 154,02 miljoner |
| Nintendo  | Nintendo Switch                     | 2017          | 152,12 miljoner |
| Nintendo  | Game Boy och Game Boy Color         | 1989 och 1998 | 118,69 miljoner |
| Sony      | Playstation 4                       | 2013          | 117 miljoner    |
| Sony      | Playstation                         | 1994          | 102,49 miljoner |
| Nintendo  | Wii                                 | 2006          | 101,63 miljoner |
| Sony      | Playstation 3                       | 2006          | 87,41 miljoner  |
| Microsoft | Xbox 360                            | 2005          | 85,8 miljoner   |
| Nintendo  | Game Boy Advance                    | 2001          | 81,51 miljoner  |
| Sony      | Playstation Portable                | 2004          | 80,79 miljoner  |
| Sony      | Playstation 5                       | 2020          | 77,7 miljoner   |
| Nintendo  | Nintendo 3DS                        | 2011          | 75,94 miljoner  |
| Nintendo  | Nintendo Entertainment System       | 1983          | 61,91 miljoner  |
| Microsoft | Xbox One                            | 2013          | 58 miljoner     |
| Nintendo  | Super Nintendo Entertainment System | 1990          | 49,10 miljoner  |
| Nintendo  | Nintendo 64                         | 1996          | 32,93 miljoner  |
| Sega      | Sega Mega Drive / Genesis           | 1988          | 30 miljoner     |
| Microsoft | Xbox Series X/S                     | 2020          | 28,3 miljoner   |
| Microsoft | Xbox                                | 2001          | 24 miljoner     |
| Nintendo  | Nintendo Gamecube                   | 2001          | 21,74 miljoner  |
| Sony      | Playstation Vita                    | 2011          | 16 miljoner     |
| Nintendo  | Wii U                               | 2012          | 13,56 miljoner  |
| Sega      | Sega Master System                  | 1986          | 13 miljoner     |
| Sega      | Sega Game Gear                      | 1990          | 11 miljoner     |
| Sega      | Dreamcast                           | 1998          | 10,6 miljoner   |
| NEC       | Turbografx-16                       | 1987          | 10 miljoner     |
| Sega      | Sega Saturn                         | 1994          | 9 miljoner      |